# Robbe & Berking
Robbe & Berking er en af verdens største traditionelle producenter af sølvbestik og -service med hjemsted i Flensborg. Sølvmanufakturens oprindelse kan dateres tilbage til år 1874. Dens punsel er hhv. R&B og Robbe & Berking. Firmaet har cirka 120 medarbejdere og forarbejder cirka 20 tons sølv om året.
Robbe & Berking engagerer sig også som sponsor i forbindelse med kapsejladser for klassiske sejlyachter og etablerede kapsejladsen Robbe & Berking Classics på Flensborg Fjord. Erfaringerne fra restaureringen af en klassisk sejlyacht førte i sommeren 2008 til oprettelsen af en bådeværft med specialisering på lystbåde.

## Ekstern link
- Firmaets hjemmeside (tysk)
- Robbe & Berking Classics (tysk) og (engelsk)

54°46′16.20″N 9°25′33.29″Ø / 54.7711667°N 9.4259139°Ø